# Penn Zero: Part-Time Hero
Penn Zero: Part-Time Hero is een Amerikaanse animatieserie gecreëerd door Ryan Shore en Beau Black. In de Verenigde Staten ging de serie in première op 5 december 2014. In Nederland en Vlaanderen wordt de reeks uitgezonden sinds 31 augustus 2015 op Disney XD en sinds 10 februari 2018 bij VTM, Kadet en VTM Kids.

## Plot
De serie volgt de avonturen van Penn Zero, die onverwacht de baan van zijn ouders moet overnemen als deeltijds held. Als een held in een andere dimensie er niet in slaagt om de dag te redden, dan wordt Penn na schooltijd naar die wereld gezapt om de rol van die held over te nemen. Hij krijgt hulp van zijn vrienden Boone, een deeltijds wijze, en Sashi, Penns deeltijds rechterhand. Na schooltijd gaat het trio op weg naar de verlaten bioscoop in de stad, waar Phyllis hen op missie stuurt met de multiverse transprojector.
Hun kunstleraar Rippen en schooldirecteur Larry werken deeltijds als slechterik en hulpje. Ze proberen te voorkomen dat Penn wint. Als dit hen één keer lukt, dan worden ze fulltime slechteriken. Hun multiverse transprojector wordt bestuurd door Phil en staat in een snackbar waar vissticks verkocht worden. Rippen slaagt er nooit in zijn missie te volbrengen, maar het lukte hem wel om de ouders van Penn op te sluiten in de "Meest Gevaarlijke Wereld Denkbaar".

## Stemmen
| Personage          | Originele stemacteur | Nederlandse stemacteur |
| Part-Time Heroes   | Part-Time Heroes     | Part-Time Heroes       |
| ------------------ | -------------------- | ---------------------- |
| Penn Zero          | Thomas Middleditch   | Paul Boereboom         |
| Boone Wiseman      | Adam DeVine          | Jelle Amersfoort       |
| Sashi Kobayashi    | Tania Gunadi         | Dilara Horuz           |
| Phyllis            | Sam Levine           | Tony Neef              |
| Penns vader        | Gary Cole            | Paul Disbergen         |
| Penns moeder       | Lea Thompson         |                        |
| Part-Time Villains |                      |                        |
| Rippen             | Alfred Molina        | Frans Limburg          |
| Directeur Larry    | Larry Wilmore        | Ewout Eggink           |
| Phil               | Sam Levine           | Tony Neef              |